# Llista d'episodis de Black Mirror
Aquesta és una llista d'episodis de la sèrie de televisió britànica Black Mirror. Les primeres dues temporades es van emetre a Channel 4, mentre que les dues següents van anar a càrrec de Netflix.

## Temporades
| Temporada | Temporada | Episodis | Estrena                 | Final                   | Canal     |
| --------- | --------- | -------- | ----------------------- | ----------------------- | --------- |
|           | 1         | 3        | 4 de desembre del 2011  | 18 de desembre del 2011 | Channel 4 |
|           | 2         | 3        | 11 de febrer del 2013   | 25 de febrer del 2013   | Channel 4 |
|           | Especial  | Especial | 16 de desembre del 2014 |                         | Channel 4 |
|           | 3         | 6        | 21 d'octubre del 2016   |                         | Netflix   |
|           | 4         | 6        | 29 de desembre del 2017 |                         | Netflix   |
|           | Film      | Film     | 28 de desembre del 2018 |                         | Netflix   |

### Primera temporada
| Núm. global | Núm. temp. | Títol                       | Direcció    | Guió                        | Data d'estrena         |
| --- | ---------- | --------------------------- | ----------- | --------------------------- | ---------------------- |
| 1 | 1          |                             |             |                             |                        |
| Han segrestat la princesa Susannah, membre de la família reial britànica. Per alliberar-la, el segrestador demana que el primer ministre del país, Michael Callow, tingui relacions sexuals amb un porc en directe per televisió. Altrament, el segrestador matarà la pincesa. Callow no accepta el xantatge, però l'opinió pública se li comença a girar en contra. Les forces de seguretat intenten localitzar el segrestador, sense èxit. Sota pressió, Callow accepta complir la demanda. Els britànics es col·loquen tots davant del televisió per contemplar la retransmissió, i ningú s'adona que el segrestador ha alliberat la princesa mitja hora abans que l'acte comencés. El segrestador se suïcida i posteriorment es descobreix que era un artista que volia denunciar l'obsessió de la gent amb els mitjans. Un any després, els índexs de popularitat de Callow s'han recuperat, però la relació amb la seva dona s'ha ressentit de tot l'episodi. Repartiment: Rory Kinnear i Lindsay Duncan.                                                                                              |            |                             |             |                             |                        |
| 2 | 2          | «Fifteen Million Merits»    | Euros Lyn   | Charlie Brooker i Kanak Huq | 11 de desembre de 2011 |
| En Bing viu atrapat en un espai tancat i automatitzat com a membre d'una societat en què tothom va en bicicleta estàtica a canvi de "mèrits", una moneda que serveix per comprar el que necessitin. Un dia sent cantar al labavo una noia anomenada Abi i se n'enamora. Decideix regalar-li 15 milions de mèrits, que pot fer servir per comprar un bitllet d'accés a un concurs de talents. L'Abi ho accepta i entra a la competició, on li fan beure una substància psicotròpica abans de pujar a l'escenari. Els jutges queden impressionats quan la senten cantar, però li aconsellen que es dediqui a la pornografia. L'Abi accepta l'oferta sense poder pensar amb claredat. En Bing torna a la bicicleta estàtica per aconseguir els mèrits necessaris per entrar al concurs. Dalt de l'escenari, fa palesa la seva indignació i amenaça de suïcidar-se davant de l'audiència. Quan ha acabat de parlar, els jutges li ofereixen un programa setmanal a la televisió, on podrà criticar el sistema. En Bing accepta l'oferiment. Repartiment: Daniel Kaluuya, Jessica Brown Findlay i Rupert Everett. |            |                             |             |                             |                        |
| 3 | 3          | «The Entire History of You» | Brian Welsh | Jesse Armstrong             | 18 de desembre de 2011 |
| Totes les persones duen un implant darrere l'orella que els permet enregistrar tot el que veuen i senten. Amb un control remot poden tornar a veure els seus records directament als seus ulls o en un monitor. En un sopar d'amics, en Liam sospita de la relació de la seva dona, Ffion, amb un home anomenat Jonas. De tornada a casa, la Ffion reconeix que havia estat en una relació amb ell. L'endemà, en Liam s'adreça borratxo a casa d'en Joanas i l'obliga a esborrar tots els seus records de relacions sexuals que hagués mantingut amb la Ffion. Pel que veu a la pantalla, en Liam sospita que ell podria no ser el pare del seu fill. Repartiment: Toby Kebbell i Jodie Whittaker. |            |                             |             |                             |                        |

### Segona temporada
| Núm. global | Núm. temp. | Títol              | Direcció      | Guió            | Data d'estrena       |
| --- | ---------- | ------------------ | ------------- | --------------- | -------------------- |
| 4 | 1          | «Be Right Back»    | Owen Harris   | Charlie Brooker | 11 de febrer de 2013 |
| L'Ash viu amb la seva xicota Martha i dedica molta estona a les xarxes socials, fins que un dia mor en un accident de trànsit. Pocs dies després, la Martha descobreix que està embarassada i decideix fer servir una nova tecnologia que pot simular la veu i la personalitat de l'Ash al telèfon basant-se en la seva activitat a les xarxes socials. Aquest servei l'ajuda a superar el desconsol, fins que li cau el mòbil sense voler i s'espanta. L'Ash artificial li explica que hi ha una fase experimental de la tecnologia que consisteix a transferir la rèplica en un cos sintètic pràcticament idèntic a l'Ash. Tanmateix, la Martha s'adona que l'androide no pot replicar els petits detalls de la personalitat del seu estimat, i se'n distancia. Finalment, la Martha duu l'Ash artificial fins a un penya-segat i li ordena que es llenci daltabaix. Sense poder-se'n desfer, el tanca a les golfes, on anys després la seva filla el visita cada cap de setmana. Repartiment: Hayley Atwell i Domhnall Gleeson.                                                |            |                    |               |                 |                      |
| 5 | 2          | «White Bear»       | Carl Tibbetts | Charlie Brooker | 18 de febrer de 2013 |
| Una dona es desperta amnèsica en una casa. Veu gent al carrer que la grava amb telèfons mòbils, però quan hi parla l'ignoren. Un home emmascarat l'ataca amb una escopeta i quan en fuig coneix la Jem, qui també fuig dels "caçadors". La Jem explica que la gent que els grava s'han vist afectats per un senyal que ha aparegut a les pantalles dels seus aparells, mentre que als caçadors no els fa cap efecte. La dona segueix la Jem per arribar fins al transmissor i destruir-lo. Quan hi arriben els ataquen dos caçadors més. La dona els arrenca una escopeta, però quan prem el gallet només dispara confeti. Tot era una actuació. Informen la dona que el seu nom és Victoria Skillane i que se l'ha declarat culpable d'assassinat d'una nena. Se l'ha sentenciat a reviure diàriament aquesta tortura psicològica al parc de la justícia White Bear, on els visitants poden enregistrar el seu patiment diari. Tornen la Victòria a la casa on s'ha despertat i li esborren la memòria en un procés molt dolorós. Repartiment: Lenora Crichlow i Michael Smiley. |            |                    |               |                 |                      |
| 6 | 3          | «The Waldo Moment» | Bryn Higgins  | Charlie Brooker | 25 de febrer de 2013 |
| Jamie Salter és un humorista que controla un os animat per ordinador anomenat Waldo en un programa nocturn de televisió. El personatge esdevé popular i s'encarrega un episodi pilot d'una sèrie amb ell com a protagonista. En Jamie cedeix i accepta fer participar en Waldo en una campanya electoral per a promoure el pilot, tot i que a en Jamie mateix no li interessa la política. Projecten en Waldo en una pantalla en el lateral d'una furgoneta que segueix el candidat conservador Liam Monroe durant la campanya, i el ninot comença a guanyar suport. Repartiment: Daniel Rigby, Chloe Pirrie i Jason Flemyng. |            |                    |               |                 |                      |

### Especial
| Núm. global | Títol             | Direcció      | Guió            | Data d'estrena         |
| --- | ----------------- | ------------- | --------------- | ---------------------- |
| 7 | «White Christmas» | Carl Tibbetts | Charlie Brooker | 16 de desembre de 2014 |
| El dia de Nadal, en Matt i en Joe parlen del seu passat per primera vegada, després d'estar cinc anys convivint en una cabana remota. En Matt ajudava homes solters a seduir dones. Els seus clients tenien implants òptics, gràcies als quals ell podia veure-hi a través dels seus ulls i aconsellar-los en temps real. El seu ofici principal, però, era fer còpies artificials de la consciència dels seus clients, que llavors emmagatzemava en uns petits aparells anomenats "galetes" i es convertien en dòcils assistents personals que gestionaven cases intel·ligents. En Joe explica que després d'una discussió domèstica, la seva xicota embarassada, la Beth, el va "blocar" fent servir una tecnologia que els pixelava un als ulls de l'altre. El blocatge va durar anys, i li impedia parlar amb la Beth i veure la seva filla, fins que la Beth va morir en un accident. En Joe va trobar la nena a la cabana del pare de la Beth, però l'home li va dir que la nena no era filla seva. Irat, en Joe el colpeja amb un objecte i se'n va. Després en Joe li explica a en Matt que la nena també es va morir a la neu, intentant ajudar el seu avi. Llavors veiem que aquesta conversa té lloc en una de les "galetes" d'en Joe, i que en Matt intenta extreure-li una confessió a canvi del seu alliberament de la presó. A causa de l'espionatge a través de la seva tecnologia, en Matt és considerat un assetjador sexual, i en conseqüència està blocat per tothom després de la seva sortida en llibertat. La consciència artificial d'en Joe continua a la cabana, amb una percepció del temps de mil anys per minut. Repartiment: Jon Hamm, Rafe Spall, Oona Chaplin, i Natalia Tena. |                   |               |                 |                        |

### Tercera temporada
| Núm. global | Núm. temp. | Títol                 | Direcció         | Guió                                           | Data d'estrena       |
| --- | ---------- | --------------------- | ---------------- | ---------------------------------------------- | -------------------- |
| 8 | 1          | «Nosedive»            | Joe Wright       | Charlie Brooker, Rashida Jones i Michael Schur | 21 d'octubre de 2016 |
| Fent servir implants oculars i aparells mòbils, la gent puntua les seves interaccions personals i virtuals seguint una escala de cinc estrelles. Aquest sistema crea relacions poc sinceres, tenint en compte que la puntuació d'una persona afecta significativament la seva posició socioeconòmica. La Lacie és una jove actualment valorada amb un 4,2 que vol millorar per a arribar al 4,5, que li permetria accedir a un descompte per a un apartament de luxe. Amb aquest objectiu, intenta aconseguir favors de gent amb altes puntuacions, fins que li arriba la petició d'una amiga que li demana de ser la dama d'honor al seu casament. Repartiment: Bryce Dallas Howard, Alice Eve, Cherry Jones i James Norton. |            |                       |                  |                                                |                      |
| 9 | 2          | «Playtest»            | Dan Trachtenberg | Charlie Brooker                                | 21 d'octubre de 2016 |
| En Cooper deixa els Estats Units per a viatjar, però acaba encallat a Anglaterra després d'un error bancari. Evita trucar a la seva mare per a demanar-li ajuda, amb qui no ha parlat gaire des de la mort del seu pare. Mentre s'està a casa d'una noia amb qui ha passat la nit, s'ofereix per a participar en les proves d'un videojoc de realitat augmentada. Repartiment: Wyatt Russell, Hannah John-Kamen, Wunmi Mosaku i Ken Yamamura. |            |                       |                  |                                                |                      |
| 10 | 3          | «Shut Up and Dance»   | James Watkins    | Charlie Brooker & William Bridges              | 21 d'octubre de 2016 |
| En Kenny, un jove de 19 anys, descarrega un antivirus per a arreglar el seu ordinador infectat. Sense que se n'adoni, el programa activa la seva càmera web i el grava masturbant-se amb pornografia. Uns hackers l'amenacen d'enviar el vídeo a tota la seva llista de contactes si no segueix les seves instruccions: entre d'altres, atracar un banc. Repartiment: Alex Lawther i Jerome Flynn. |            |                       |                  |                                                |                      |
| 11 | 4          | «San Junipero»        | Owen Harris      | Charlie Brooker                                | 21 d'octubre de 2016 |
| Dues noies es coneixen a la Califòrnia dels anys vuitanta i es converteixen en amants, però unes forces superiors fan tot el possible per a separar-les. Repartiment: Gugu Mbatha-Raw i Mackenzie Davis. |            |                       |                  |                                                |                      |
| 12 | 5          | «Men Against Fire»    | Jakob Verbruggen | Charlie Brooker                                | 21 d'octubre de 2016 |
| En una societat futurista, un soldat comença a tenir dubtes de la seva tasca després de matar tres criatures abominables. Repartiment: Malachi Kirby, Madeline Brewer, Ariane Labed, Sarah Snook, i Michael Kelly. |            |                       |                  |                                                |                      |
| 13 | 6          | «Hated in the Nation» | James Hawes      | Charlie Brooker                                | 21 d'octubre de 2016 |
| Per a contrarestar el descens de la població d'abelles al Regne Unit, una empresa crea abelles robòtiques que llavors són piratejades i utilitzades per a matar gent. Repartiment: Kelly Macdonald, Faye Marsay i Benedict Wong. |            |                       |                  |                                                |                      |

### Quarta temporada
| Núm. global | Núm. temp. | Títol           | Direcció       | Guió                              | Data d'estrena         |
| --- | ---------- | --------------- | -------------- | --------------------------------- | ---------------------- |
| 14 | 1          | «USS Callister» | Toby Haynes    | Charlie Brooker & William Bridges | 29 de desembre de 2017 |
| Una dona es desperta en una nau espacial d'estil Star Trek en què la tripulació adora el capità, qui ha fet servir mostres d'ADN per a introduir persones reals al seu videojoc. SRepartiment: Jesse Plemons, Cristin Milioti, Jimmi Simpson, Michaela Coel i Billy Magnussen. |            |                 |                |                                   |                        |
| 15 | 2          | «Arkangel»      | Jodie Foster   | Charlie Brooker                   | 29 de desembre de 2017 |
| Després d'estar a punt de perdre la seva filla, una mare li implanta un xip que li permet tenir-la controlada. Repartiment: Rosemarie DeWitt, Brenna Harding i Owen Teague. |            |                 |                |                                   |                        |
| 16 | 3          | «Crocodile»     | John Hillcoat  | Charlie Brooker                   | 29 de desembre de 2017 |
| El passat d'una dona la persegueix quan una agent d'assegurances interroga diverses persones sobre un accident amb una màquina de memòria. Repartiment: Andrea Riseborough, Kiran Sonia Sawar, Andrew Gower, Anthony Welch i Claire Rushbrook.                                 |            |                 |                |                                   |                        |
| 17 | 4          | «Hang the DJ»   | Tim Van Patten | Charlie Brooker                   | 29 de desembre de 2017 |
| Una nova aplicació de cites anuncia a les parelles quant de temps duraran les seves relacions. Repartiment: Georgina Campbell i Joe Cole. |            |                 |                |                                   |                        |
| 18 | 5          | «Metalhead»     | David Slade    | Charlie Brooker                   | 29 de desembre de 2017 |
| Una dona intenta sobreviure en un territori perillós ple de gossos robòtics. Repartiment: Maxine Peake. |            |                 |                |                                   |                        |
| 19 | 6          | «Black Museum»  | Colm McCarthy  | Charlie Brooker                   | 29 de desembre de 2017 |
| Una dona entra en un museu per a sentir les explicacions del conservador sobre els artefactes exposats. Repartiment: Douglas Hodge i Letitia Wright. |            |                 |                |                                   |                        |

### Film
| Títol | Direcció    | Guió            | Data d'estrena         |
| --- | ----------- | --------------- | ---------------------- |
| «Bandersnatch» | David Slade | Charlie Brooker | 28 de desembre de 2018 |
| El jove programador Stefan Butler comença a crear un videojoc d'aventura anomenat Bandersnatch, basat en un llibre homònim de "tria la teva aventura". L'espectador pot decidir les accions del protagonista en aquesta història interactiva que té diversos finals. Repartiment: Fionn Whitehead, Will Poulter, Craig Parkinson, Alice Lowe i Asim Chaudhry. |             |                 |                        |